# Dave Wilson (écrivain)
Pour les articles homonymes, voir Dave Wilson et Wilson.
Dave Wilson est un écrivain, nouvelliste, poète, dramaturge et journaliste d'origine béninoise. Il est l'auteur de plusieurs textes.

## Biographie
Dave Wilson est né en 1950 à Pointe-noire au Congo. Après ses études au centre d'études des sciences et techniques de l'information (Cesti) de l'Université de Dakar, Wilson commence sa carrière comme journaliste à l'Office de radiodiffusion et télévision du Bénin. En 1981, il commence à travailler à RFI comme  producteur au service Magazine après un concours littéraire.
Il est décédé à Lille le 3 mars 2012 d’insuffisance rénale.

## Ouvrages
Dave Wilson a écrit des romans, des recueils de poèmes, des pièces de théâtre et des nouvelles :
- Le Menuisier de Calavi, paru le 17 janvier 2008 à Paris aux Éditions Afridic,  (ISBN 978-2-914594-11-0)[4]
- Les dernières nouvelles ne sont pas bonnes
- La Veillée, Éditions Ruisseaux d'Afrique, 2011,  (ISBN 978-99919-323-3-0)[5]
- Koutonou blues, mai 2010, Beaurepaire Eds,  (ISBN 235-76704-44)[6]
- La Vie des autres et autres nouvelles, L'Harmattan,  (ISBN 2-7475-3188-0)[7],[8]

## Récompenses
Dave Wilson a gagné plusieurs prix notamment le concours de la meilleure nouvelle de langue française, dramaturge et le grand prix de littérature 2003 du Bénin avec Le menuisier de Calavi.